# Comuna Păușești, Vâlcea
Păușești este o comună în județul Vâlcea, Oltenia, România, formată din satele Barcanele, Buzdugan, Cernelele, Păușești (reședința), Păușești-Otăsău, Șerbănești, Șolicești și Văleni.

## Demografie
Componența etnică a comunei Păușești
     Români (95,32%)
     Alte etnii (0%)
     Necunoscută (4,68%)
Componența confesională a comunei Păușești
     Ortodocși (94,85%)
     Alte religii (0,26%)
     Necunoscută (4,9%)
Conform recensământului efectuat în 2021, populația comunei Păușești se ridică la 2.349 de locuitori, în scădere față de recensământul anterior din 2011, când fuseseră înregistrați 2.717 locuitori. Majoritatea locuitorilor sunt români (95,32%), iar pentru 4,68% nu se cunoaște apartenența etnică. Din punct de vedere confesional, majoritatea locuitorilor sunt ortodocși (94,85%), iar pentru 4,9% nu se cunoaște apartenența confesională.

## Politică și administrație
Comuna Păușești este administrată de un primar și un consiliu local compus din 11 consilieri. Primarul, Cătălin Avan[*], de la Partidul Social Democrat, este în funcție din 2016. Începând cu alegerile locale din 2024, consiliul local are următoarea componență pe partide politice:
|  | Partid                          | Consilieri | Componența Consiliului | Componența Consiliului | Componența Consiliului | Componența Consiliului | Componența Consiliului | Componența Consiliului | Componența Consiliului |
|  | ------------------------------- | ---------- | ---------------------- | ---------------------- | ---------------------- | ---------------------- | ---------------------- | ---------------------- | ---------------------- |
|  | Partidul Social Democrat        | 7          |                        |                        |                        |                        |                        |                        |                        |
|  | Partidul Național Liberal       | 2          |                        |                        |                        |                        |                        |                        |                        |
|  | Uniunea Salvați România         | 1          |                        |                        |                        |                        |                        |                        |                        |
|  | Alianța pentru Unirea Românilor | 1          |                        |                        |                        |                        |                        |                        |                        |

## Vezi și
- Biserica de lemn din Cernelele